# Leopold von Neuwall

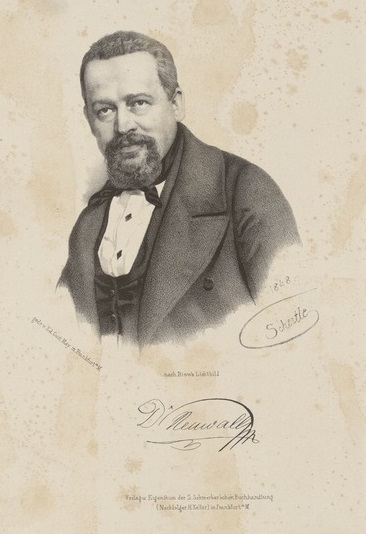
Leopold von Neuwall (1848)

Leopold von Neuwall (seit 1817 von, seit 1824 Ritter von) (* 31. Dezember 1810 in Wien; † 3. Dezember 1867 in Rovereto bei Trient) war ein österreichischer Jurist und Politiker.

## Leben
Neuwall war der Sohn des Großhändlers und Gutsbesitzers Samuel August Neuwall. Er konvertierte 1819 zum katholischen Glauben. Von 1830 bis 1834 studierte er Rechtswissenschaft an der Universität Wien und wurde 1834 promoviert. Von 1837 bis 1841 war er Auskultator im Justizdienst in Verona, danach bis 1845 Ratsprotokollist am Appellationsgericht in Wien. Von 1845 bis 1867 war er Fabrikant und Gutsbesitzer in Wien.
Vom 20. Mai 1848 bis 13. April 1849 war er für den Wahlkreis Mähren in Brünn Mitglied der Frankfurter Nationalversammlung in der Fraktion Württemberger Hof.
Von November 1848 bis Februar 1849 war er Gesandtschaftsrat bei der Reichsgesandtschaft in Bern. Von 1851 bis 1867 war er Mitglied des Mährischen Landtags.